# Animal Microencephalic Lumps
Animal Microencephalic Lumps (wörtlich aus dem Englischen etwa Tierklumpen mit winzigem Gehirn; auch AML) sind ein Hypotheticum in der modernen Tierethik.

## Hintergrund
Bei den AML handelt es sich im ursprünglichen Vorschlag von Gary Comstock 1992 um transgene „Nutztiere“, deren Gehirn durch genetische Manipulationen so weit verkleinert wurde, dass diese nicht in der Lage sind, Schmerzen zu empfinden. Comstock und auch weitere Wissenschaftler verwendeten den Begriff später im übertragenen Sinne, um allgemein transgene Organismen zu bezeichnen, die einerseits in ihrer Funktion einer Sorte von „Nutztieren“ gleichen, andererseits aber unnütze oder unerwünschte Eigenschaften und Fähigkeiten dieser Spezies nicht besitzen. Ähnliche Beispiele und Überlegungen finden sich etwa in den Büchern von Bernard Rollin (The Frankenstein Syndrom), Julian Baggini (The Pig that wants to be eaten) oder bei Kirsten Schmidt (Blinde Hühner als Testfall tierethischer Theorien). Obwohl die technischen Realitäten die Konstruktion von AML zurzeit nicht gestatten, bewerten Autoren des Bandes Animal Enhancement die Möglichkeit von AML als „nicht absolut unwahrscheinlich oder rein phantastisch. Sie greift zumindest auf Motive zurück, die heutzutage im Rahmen des wissenschaftlich Angestrebten liegen“.
Für die Tierethik sind AML nicht nur interessant, weil sie neue Fragestellungen aufwerfen, sondern auch wegen des vorwiegenden pathozentrischen Paradigmas innerhalb derselben. Kritik jenseits dieses Paradigmas greift entsprechende Vorhaben der Konstruktion von AML oft mit einem Bezug auf einen „Würde“begriff oder einen intrinsischen „Charakter“ von Tieren an, welcher durch die Reduktion ihrer Eigenschaften auf das Nützliche marginalisiert werde. Ferrari hat argumentiert, dass die Annahme der Möglichkeit, ein Schmerzempfinden unabhängig von einem ganzheitlichen Wohlbefinden des Organismus „auszuschalten“, das Phänomen des Schmerzempfindens auf eine unzulässige Art und Weise vereinfache. Andere wiederum erklären, die Konstruktion solcher „Tiere“ sei praktisch nicht möglich, ohne Experimente an leidensfähigen Tieren durchzuführen, die ihrerseits Schmerzen verursachen. Etwas losgelöster von Fragen der Ethik stellt und negiert Karafyllis die Frage, ob AML überhaupt Tiere sind. Sie schlägt stattdessen den Begriff des Biofakts vor. Zur Verteidigung von AML-Vorhaben wurde vorgebracht, dass unter der Annahme einer Legitimität und Persistenz menschlicher Nutzungsansprüche über nichtmenschliche Tiere die Nutzung von AML ein Minimum von Leid verursachen, was im Interesse der entsprechenden Tiere sei.